# 盧姆紹里
48°48′2″N 22°42′51″E / 48.80056°N 22.71417°E
盧姆紹里（烏克蘭語：Лумшори）是烏克蘭西部的村莊，隸屬外喀爾巴阡州的烏日霍羅德區。該村面積22.44平方公里，2001年人口84，該村落99%居民使用烏克蘭語。